# Lele
Lele  è un nome proprio di persona italiano maschile e femminile.

## Varianti
- Maschili: Lello[1]
- Femminili: Lella[1], Lela[1]

## Origine e diffusione
Si tratta di un ipocoristico, usato sia al maschile, sia al femminile, di nomi in -ele o che più semplicemente contengono una -l-, in particolare modo Emanuele, Manuele, Emanuela e Manuela, ma anche Daniela, Daniele, Gabriele, Marcello, Michele, Raffaele, Elena e via dicendo. Si tratta, per la precisione, di un classico caso di aferesi con successiva allitterazione di un suono all'interno della parola, in questo caso la consonante -l-, secondo uno schema comune negli ipocoristici italiani (in maniera simile a nomi quali Mimmo, Peppe e Pippo).

## Onomastico
Di caso in caso, l'onomastico si festeggia in corrispondenza con quello del nome di cui rappresenta l'ipocoristico, oppure il 1º novembre, ad Ognissanti, laddove il nome fosse letteralmente "Lele", e quindi adespota.

## Persone

### Maschile
- Lele, cantautore italiano

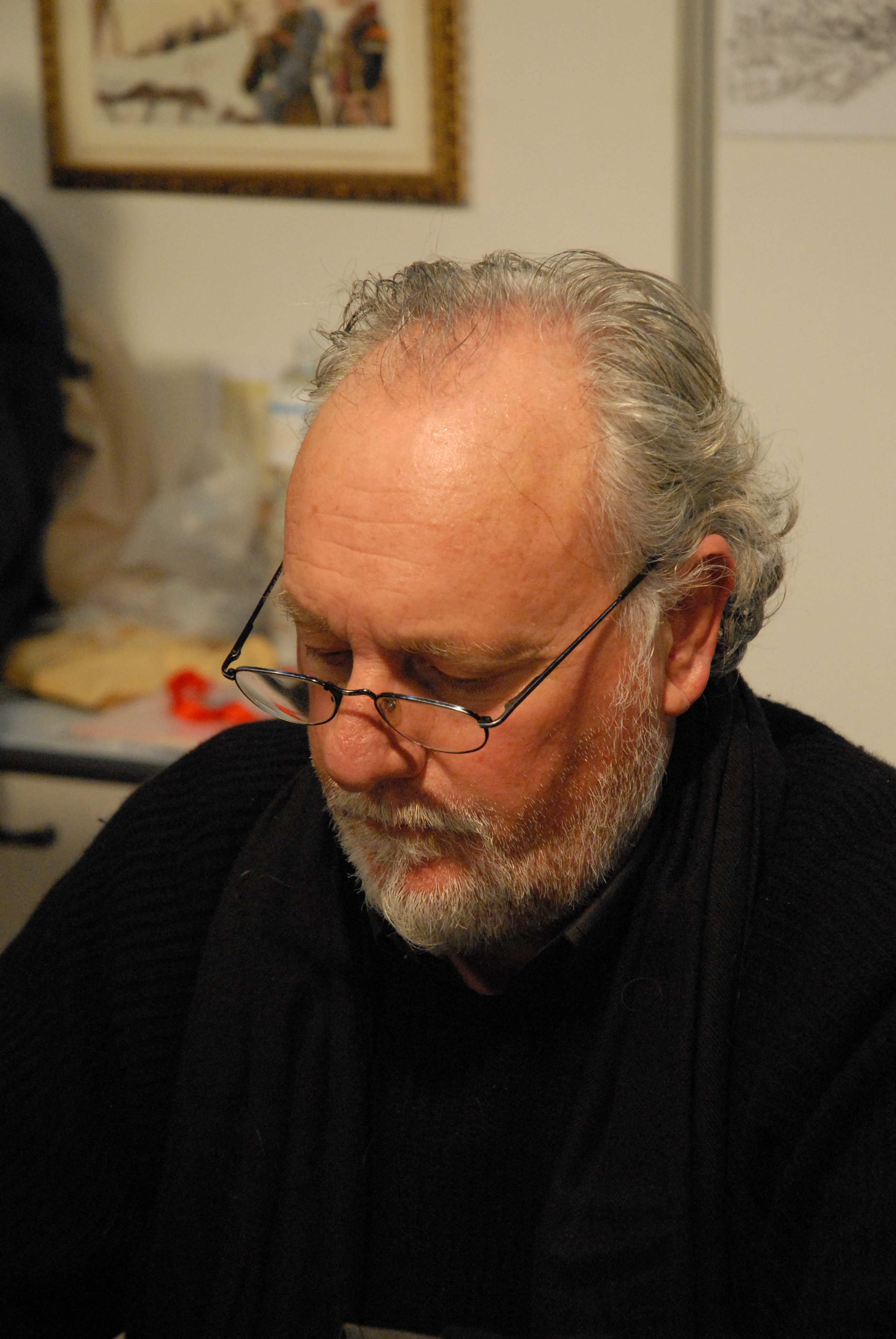
Lele Vianello

- Lele Battista, cantautore, polistrumentista, arrangiatore e produttore discografico italiano
- Lele Blade, rapper italiano
- Lele Fontana, musicista e cantautore italiano
- Lele Luzzati, scenografo, animatore e illustratore italiano
- Lele Melotti, batterista italiano
- Lele Mora, personaggio televisivo e agente dello spettacolo italiano
- Lele Nucera, attore italiano
- Lele Vannoli, attore italiano
- Lele Vianello, fumettista, illustratore e umorista italiano
- Lele Adani, opinionista calcistico

## Il nome nelle arti
- Lele Martini è un personaggio della serie televisiva Un medico in famiglia.
- Lele Mosina è un personaggio della serie televisiva Mariottide.